# Готфрид II (Лайнинген-Риксинген)
Готфрид II (Жофрид I) фон Лайнинген-Риксинген (на немски: Gottfried II von Leiningen-Rixingen; Joffrid II von Leiningen-Rixingen; † ок. 1380) е граф на Лайнинген-Риксинген.
Той е син на Фрицман фон Лайнинген-Риксинген († 1363/1366) и съпругата му Йохана фон Форбах, наследничка на Риксинген (в Лотарингия). Внук е на граф Жофрид I фон Лайнинген-Харденбург (* ок. 1304; † 1344) и първата му съпруга Агнес фон Оксенщайн. Племенник е на Емих VI фон Лайнинген-Дагсбург-Харденбург († 1381).

## Фамилия
Готфрид II се жени на 10 ноември 1363 г. за маркграфиня Маргарета фон Баден († ок. 1380), дъщеря на маркграф Фридрих III фон Баден († 1353) и Маргарета фон Баден († 1367), дъщеря на маркграф Рудолф Хесо фон Баден († 1335). Те имат децата:
- Йохан фон Лайнинген-Риксинген († пр. 1445), женен за Елизабет фон Лютцелщайн (+ пр. 1437)
- Фрицман († пр. 1404), каноник в Хайделберг, Кьолн и Бон
- Йоханета, абатиса на Лихтентал 1411

Маргарета фон Баден се омъжва се втори път за граф Хайнрих фон Лютцелщайн († 1394).